# Brontallo

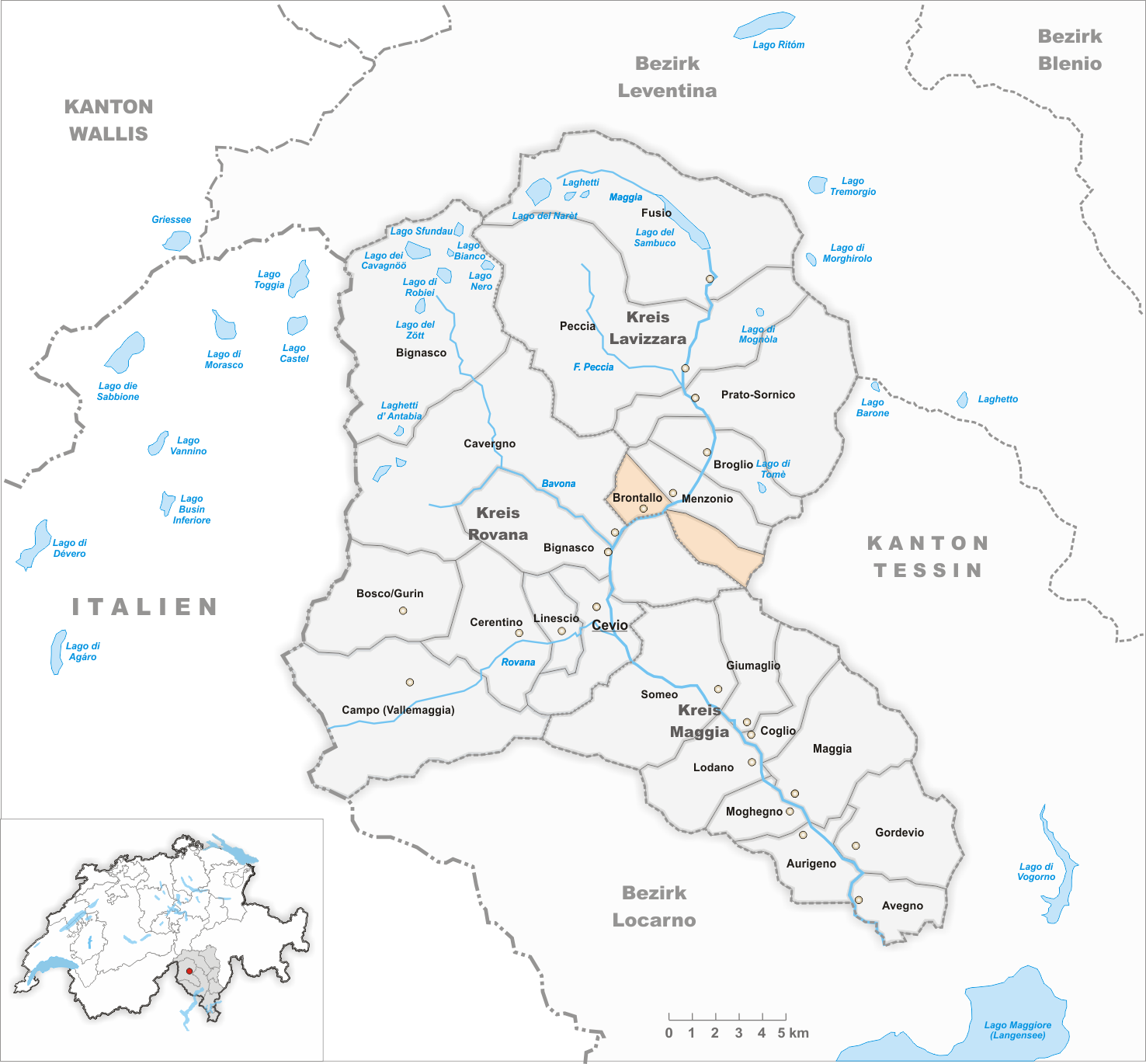
Gemeindestand vor der Fusion am 4. April 2004

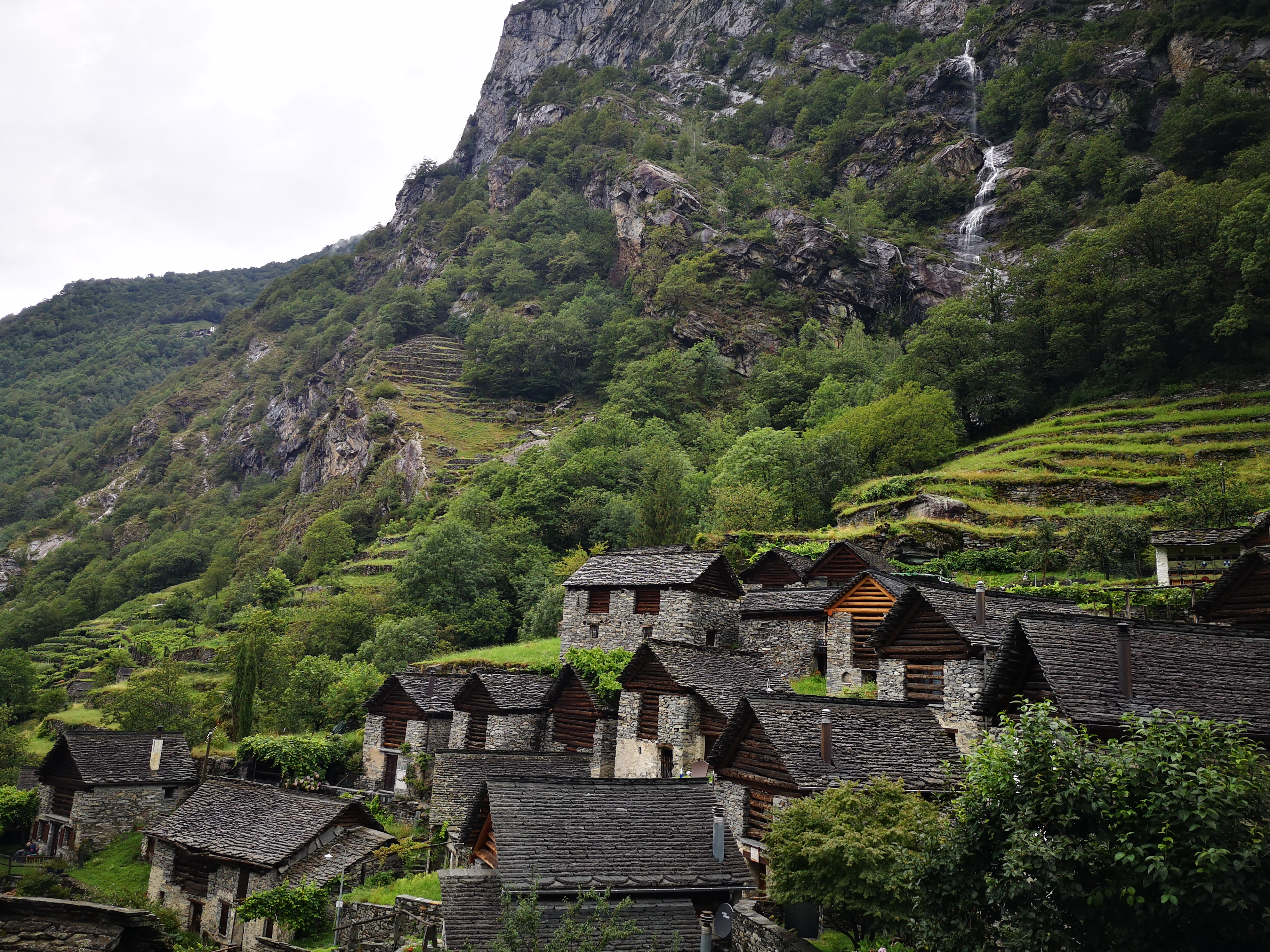
Brontallo (1919)

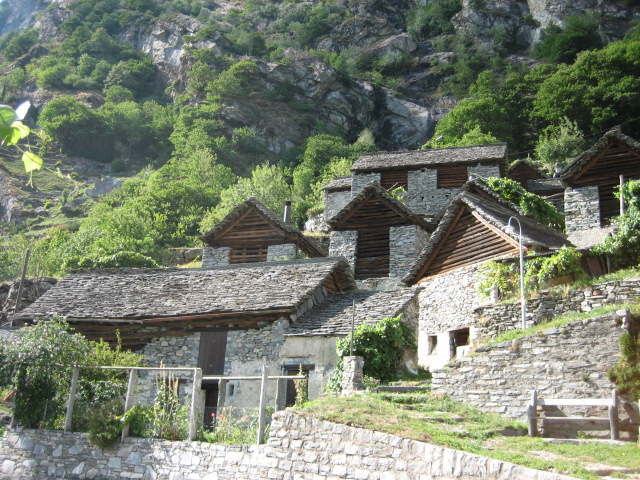
Brontallo, Alte Bauernhäuser

Brontallo ist eine Fraktion der politischen Gemeinde Lavizzara im Kreis Lavizzara, im Bezirk Vallemaggia des Kantons Tessin in der Schweiz.

## Geographie
Brontallo liegt auf 750 m ü. M. auf einer felsigen Sonnenterrasse am Fusse eines Felsvorsprungs des Pizzo di Brünèsc. Das unterste Dorf im Val Lavizzara liegt auf der rechten Talseite. Die steilen Berghänge sind mit Trockensteinmauern in einer Gesamtlänge von 28 km terrassiert. Dies ermöglicht die landwirtschaftliche Nutzung und verhindert, dass das Regen- und Schmelzwasser allzu schnell abfliesst. Die Wohnhäuser wurden stufenartig am Hang angelegt. Wohnhäuser und die östlich angelegten Ställe wurden zum Schutz der Bewohner vor Erdrutschen in der Zone Il Sasso della Catena getrennt.

## Geschichte
Im Mittelalter bildete Brontallo mit Menzonio bis zum Beginn des 15. Jahrhunderts eine Gemeinde und (seit 1340) eine Vicinia mit Bignasco und Cavergno. Das Dorf wurde 1364 als Brentallo erstmals erwähnt. Die bereits 1496 erwähnte Kirche Santa Maria und San Giorgio – die Fassade zeigt ein riesiges Bild des heiligen Christophorus – wurde 1653 neu gebaut und danach mehrmals restauriert. Bis 1513 bildete sie zusammen mit Menzonio einen Teil der Pfarrei Cevio, von der sie sich 1655 löste. Das Beinhaus zeigt Fresken aus dem 16. Jahrhundert.
Die bis dahin selbstständige politische Gemeinde Brontallo wurde am 4. April 2004 mit den früheren Gemeinden Broglio, Fusio, Menzonio, Peccia und Prato-Sornico zur Gemeinde Lavizzara fusioniert. Brontallo bildet aber nach wie vor eine eigenständige Bürgergemeinde.

## Bevölkerung
Einwohnerzahlen: Volkszählungsdaten

## Sehenswürdigkeiten
Das Dorfbild ist im Inventar der schützenswerten Ortsbilder der Schweiz (ISOS) als schützenswertes Ortsbild der Schweiz von nationaler Bedeutung eingestuft.
- Pfarrkirche San Giorgio[7][8]
- Beinhaus[7]
- Betkapelle[7]
- Im Ortsteil Margonegia: Oratorium Sant’Antonio da Padova[7]
- Zwei Kastanienräucherungshäuser (Grà) im Gebiet Monde[7]

## Wirtschaft
Die Bevölkerung betrieb von jeher Land- und Weidewirtschaft. Die Anschlussstrasse ins Val Lavizzara hinunter wurde erst 1955 fertiggestellt. 1990 war nur noch ein Drittel der Erwerbstätigen in der Landwirtschaft tätig. Von den 50 Einwohnern im Jahr 2000 waren zwei Personen in der Landwirtschaft, fünf in der Industrie, drei im Dienstleistungssektor tätig und 40 nicht erwerbstätig. 2006 gab es fünf landwirtschaftliche Betriebe mit 66 Grossvieheinheiten (GVE), vor allem Ziegen und Schafe. Im Dorf gibt es eine grössere Anzahl Zweitwohnsitze.
Um den Zerfall der alten landwirtschaftlichen Strukturen aufzuhalten, wurde 1994 der Verein Pro Brontallo gegründet. Mit Hilfe von Spenden begann die Bevölkerung Wege auszubessern und Terrassen zu roden. Alte Rebstöcke wurden erneuert und junge Kastanienbäume gesetzt. 2005 wurden die alte Mühle und 2006 im Gebiet Monde und beim Friedhof die drei Trocknungshäuschen für die Kastanien, die Grà, restauriert. Die Fondazione Monti e Paesaggio Brontallo fördert ein Agrotourismusprojekt, mit dem sie im Jahr 2005 den Hauptpreis der Schweizerischen Arbeitsgemeinschaft für die Berggebiete (SAB) gewonnen hat. 2007 wurden baufällige Kapellen am Weg zum Monte Scinghiöra und ein Rustico in Brontallo für den Agrotourismus renoviert.

## Verkehr und Tourismus
Das Dorf kann mit dem Bus und Postauto von Locarno mit Umsteigen in Bignasco erreicht werden. Die erst 1955 erstellte Strasse endet knapp unterhalb des Dorfes bei einem Parkplatz. Sie ist im Winter befahrbar. Der gut erhaltene Dorfkern ist im Bundesinventar der schützenswerten Ortsbilder der Schweiz (ISOS) eingetragen.